# Premio Spoleto
Il Premio Spoleto è stato un riconoscimento destinato a giovani artisti, pittori e scultori; la selezione si è svolta a Spoleto dal 1953 al 1964, con due riprese nel 1966 e nel 1968, per un totale di 13 edizioni.
Grazie alla formula del premio acquisto, le opere vincitrici andavano a costituire un primo nucleo di opere d'arte per la nascente Galleria d'arte moderna di Spoleto, al tempo ubicata nei refettori del Complesso monumentale di San Nicolò. Quei quadri e quelle sculture, ora conservate al Museo Carandente, Palazzo Collicola - Arti visive, contribuiscono a documentare le principali tendenze artistiche del tempo.

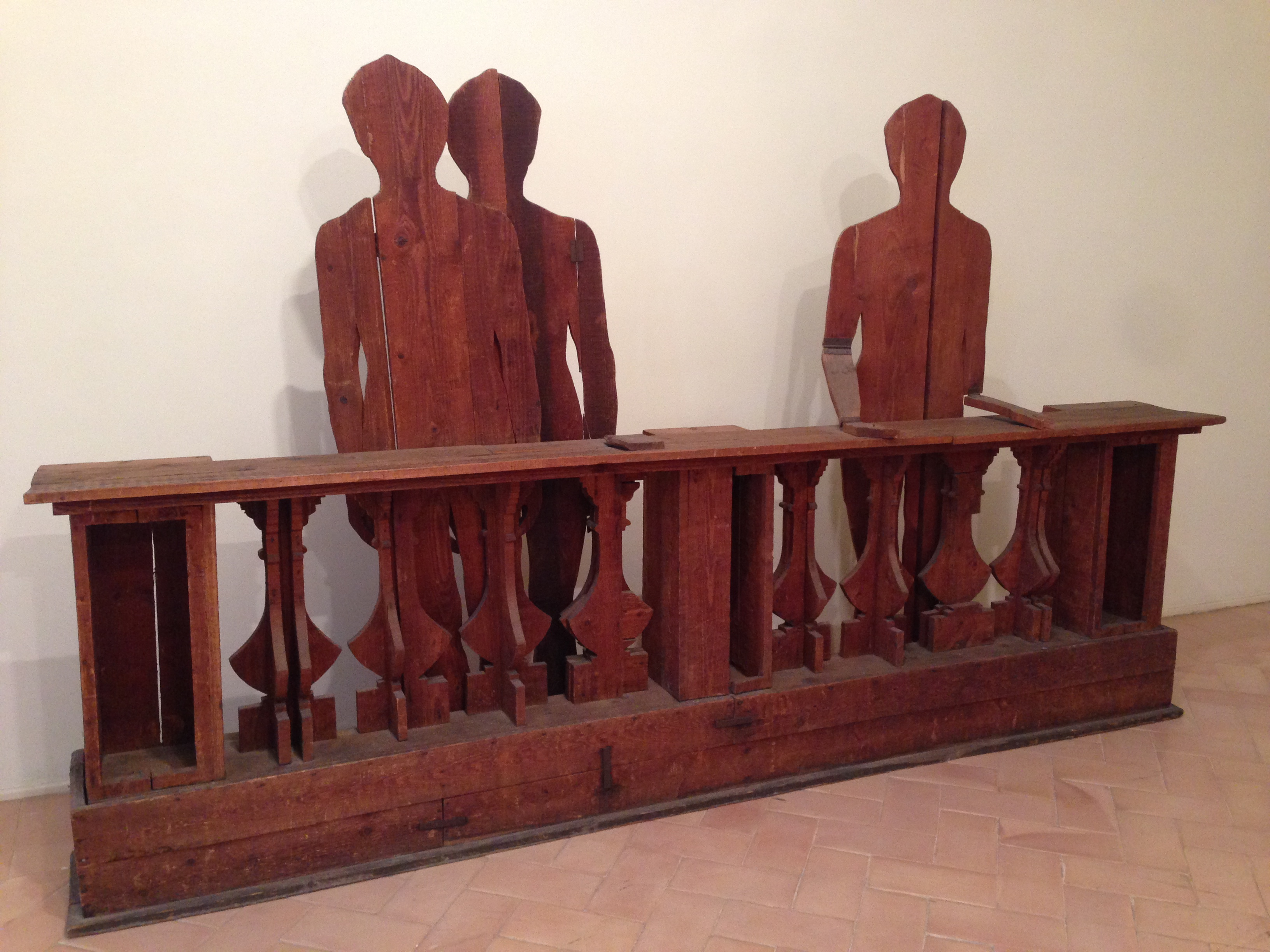
Mario Ceroli, "Balcone". Premio Spoleto 1966

## Le origini
L'idea del premio venne lanciata da alcuni artisti spoletini che sarebbero poi diventati un vero e proprio gruppo artistico ben definito, con il nome di Gruppo di Spoleto o Gruppo dei sei. Ne facevano parte: Giuseppe De Gregorio, Filippo Marignoli, Giannetto Orsini, Ugo Rambaldi, Piero Raspi, Bruno Toscano (con assoluta fedeltà all'elenco alfabetico da loro stessi stilato in un catalogo).
Il Premio Spoleto venne inaugurato nel settembre del 1953, nelle sale di Palazzo Collicola nell'ambito della I Mostra Nazionale di Arti Figurative. La manifestazione divenne un luogo privilegiato per le arti visive contemporanee e un polo attrattivo per numerosi artisti dell'epoca.
Venne coinvolto fin dall'inizio il giovane critico d'arte Francesco Arcangeli, già attento osservatore e studioso del nascente stile informale. Egli a sua volta interessò i principali esperti d'arte dell'epoca.

L'idea, al di là di intenti mondano-turistici, era nata da una profonda e autentica esigenza culturale: 
(Premessa al catalogo della prima mostra del 1953)
Dopo la prima edizione, d'impostazione generica e informativa, nel 1954 gli organizzatori delinearono una più peculiare fisionomia della manifestazione:
(Premessa al catalogo della seconda mostra del 1954)
Divenne naturale quindi prestare particolare attenzione alla situazione artistica contemporanea, evitando criteri antologici e accademici.
La mostra propose gli artisti delle leve più giovani riuscendo ad offrire una vivida immagine delle istanze più nuove della cultura figurativa di quegli anni: dalle prime secessioni antinovecentiste, alle riprese neocubiste e "naturalistiche", dalle varie esperienze astratte, informali e neoespressioniste, al neofigurativismo e alle successive correnti "Gestaltiche".

## Le edizioni

### 1953
La prima commissione di accettazione e di premiazione era composta da: Francesco Arcangeli, Mario Mafai, Marino Mazzacurati, Roberto Melli e Giovanni Toscano, sindaco di Spoleto. Opere inviate sotto giuria 377.
Gli artisti premiati:
- Premio acquisto di L. 100.000 a: Carlo Corsi, Eliano Fantuzzi, Pompilio Mandelli, Armando Pizzinato, Giulio Turcato
- Premio acquisto di L. 50.000 a: Filippo Albertoni, Enzo Brunori, Giuseppe De Gregorio, Piero Raspi, Rita Saglietto, Sergio Vacchi, Vasco Bendini
- Premio acquisto per la scultura a Leoncillo Leonardi

### 1954
La seconda commissione di accettazione e di premiazione era composta da: Francesco Arcangeli, Fortunato Bellonzi, Roberto Melli, Luigi Carluccio, Lionello Leonardi (Presidente del Comitato organizzatore) e Giovanni Toscano. Opere inviate sotto giuria 400.
- Premio acquisto da 200.000 a Ugo Castellani, Mattia Moreni
- Premio acquisto da 100.000 Antonio Corpora, Sergio Romiti, Ilario Rossi, Antonio Scordia
- Premio acquisto di L. 50.000 a Piero Garino, Ugo Rambaldi, Elio Romano, Salvatore Scarpitta

### 1955
La terza commissione di accettazione e di premiazione era composta da: Francesco Arcangeli, Valentino Martinelli, Marco Valsecchi, Roberto Melli, Lionello Leonardi e Giovanni Toscano. Opere inviate sotto giuria 411.
Gli artisti premiati:
- Premio acquisto di L. 200.000 a: Ennio Morlotti
- Premio acquisto di L. 100.000 a: Mario Becchis, Giovanni Ciangottini, Gianfranco Fasce, Bruno Pulga.
- Premio acquisto di L. 50.000 a: Giannetto Orsini, Filippo Marignoli, Laura Bellini, Rosalba Barbanti.
- Premio acquisto di L. 200.000 per la scultura ex aequo a Angelo Camillo Maine e Vittorio Tavernari.

### 1956
La quarta commissione di accettazione e di premiazione era composta da: Valentino Martinelli, Marco Valsecchi, Antonio Scordia, Virgilio Guzzi, Lionello Leonardi e Giovanni Toscano. Opere inviate sotto giuria 455.
- Premio acquisto di L. 400.000 ex aequo a: Luigi Montanarini e Giacomo Soffiantino.
- Premio acquisto di L. 100.000 a: Guido Chiti, Mario Marcucci, Piero Sadun, Sergio Saroni.
- Premio acquisto di L. 200.000 per la scultura a Antonietta Raphaël Mafai.
- premio offerto dal Presidente della repubblica al pittore Romano Notari.

### 1957
La quinta commissione di accettazione e di premiazione era composta da: Francesco Arcangeli, Maurizio Calvesi, Luigi Carluccio, Gisberto Martelli, Valentino Martinelli, Lionello Leonardi e Giovanni Toscano. Opere inviate sotto giuria 486.
- Premio acquisto di L. 200.000 a Agenore Fabbri.
- Premio acquisto di L. 100.000 a: Vasco Bendini, Giuseppe De Gregorio, Piero Giunni, Leone Pancaldi, Enzo Petrillo, Piero Ruggeri, Corrado Russo, Felice Fatati.
- Premio offerto dal Presidente della Repubblica allo scultore Luca Luchetti.

### 1958
In questa edizione venne adottata una nuova formula: i partecipanti, pittori e scultori, vengono designati e invitati dalla commissione.
La sesta commissione di invito e di premiazione era composta da: Francesco Arcangeli, Giulio Carlo Argan, Marco Valsecchi, Lionello Leonardi e Giovanni Toscano. Artisti invitati: 45 pittori e 15 scultori.
- Premio acquisto di L. 500.000 a Pompilio Mandelli.
- Premio acquisto di L. 200.000 a Giuseppe De Gregorio.
- Premio acquisto di L. 100.000 a Sergio Saroni.
- Premio alla scultura a Sandro Cherchi.
- premio offerto dal Presidente della Repubblica al pittore Domenico Spinosa.

### 1959
La settima commissione di invito e di premiazione era composta da: Oreste Ferrari, Alberto Martini, Giovanni Urbani, Giuseppe De Gregorio e Giovanni Toscano. Opere pervenute 146.
- Premio acquisto di L. 500.000 a Leoncillo Leonardi.
- Premio acquisto di L. 200.000 a Domenico Spinosa.
- Premio acquisto di L. 100.000 Giacomo Soffiantino, Filippo Marignoli, Sandro Somarè.
- Premio offerto dal Presidente della Repubblica al pittore Carmine Di Ruggiero[8].

### 1960
L'ottava commissione di invito e di premiazione era composta da: Carlo Barbieri, Giulio Carlo Argan, Marco Valsecchi, Maurizio Calvesi e Giovanni Toscano. Opere pervenute 191.
- Premio acquisto di L. 500.000 a Emilio Scanavino e Guido Strazza.
- Premio acquisto di L. 200.000 (intitolato alla memoria di Roberto Melli) ex aequo a Bruno Pulga e Piero Raspi.
- Premio acquisto di L. 100.000 (in memoria di Ugo Castellani) a Gianni Pisani.
- Premio acquisto per la scultura ex aequo a Arnaldo Pomodoro e Franco Garelli[9].
- premio offerto dal Presidente della Repubblica al pittore Gastone Novelli.

### 1961
La nona commissione di invito e di premiazione era composta da: Giovanni Urbani, Francesco Arcangeli, Domenico Spinosa, Piero Raspi e Giovanni Toscano. Opere pervenute 175.
- Premio acquisto di L. 500.000 a Sergio Vacchi.
- Premio acquisto di L. 200.000 (intitolato alla memoria di Roberto Melli) ex aequo a Giuseppe De Gregorio e Antonio Scordia.
- Premio acquisto di L. 100.000 (in memoria di Ugo Castellani) a Carmine Di Ruggiero.
- Premio acquisto per la scultura ex aequo a Antonio Venditti[10] e Gabriele Devecchi[11].
- premio offerto dal Presidente della Repubblica al pittore Enrico Bugli.

### 1962
In occasione del decimo anniversario della manifestazione il Comitato organizzatore decise di devolvere la somma del montepremi alla pubblicazione di un volume in elegante veste editoriale ove furono esaminate criticamente le opere degli artisti prescelti dalla giuria di premiazione. Autori dei saggi furono gli stessi critici preposti alla commissione d'invito e di premiazione. Gli artisti premiati scelsero una delle loro opere da destinare alla Galleria d'Arte Moderna di Spoleto.
La commissione era così composta: Francesco Arcangeli, Antonello Trombadori, Giovanni Urbani, Marco Valsecchi e Giovanni Toscano. Opere pervenute 192. Gli artisti spoletini si dichiararono fuori concorso.
Gli artisti prescelti, a cui furono dedicati i saggi corredati dalla riproduzione in grande formato (bianco e nero e quadricromie) di tutte le loro opere esposte, furono:
- Giuseppe Ferrari, opera donata Figura notturna.
- Gianni Pisani[14], opera donata Un quadro coperto di case.
- Renzo Vespignani, opera donata Nudo nel bagno.
- Giuseppe Uncini, opera donata Cemento n.1.

La medaglia d'oro offerta dal Presidente della Repubblica fu assegnata allo scultore Vittorio Tavernari.

### 1966
In questa edizione i premi acquisto sono andati a:
- Mario Ceroli, 1º premio con Balcone
- Pino Pascali, 2º premio con  Coda di cetaceo
- Achille Cuniberti, 3º premio con Tentativo di un dialogo con un ufficiale di fanteria
- Carlo Lorenzetti, Premio dalla Fondazione Festival dei Due Mondi con Struttura in acciaio e smalto rosso

La medaglia del Presidente della Repubblica a Paolo Icaro.
La medaglia del Presidente del Consiglio dei Ministri a Germano Sartelli.

### 1968
- Lucio Saffaro, 1º premio ex aequo con L'Identificazione della Realtà
- Valentino Vago, 1º premio ex aequo con Dipinto M. 1
- Angelo Cagnone, con Profilo
- Carlo Ciussi, con Dipinto XXXVIII. 1968

La medaglia del Presidente della Repubblica a Alberto Magnelli.

La medaglia del Presidente del Consiglio dei Ministri a Gerardo Dottori.